# Toropez
Toropez, international auch Toropets (russisch Торопец) ist eine Stadt in der Oblast Twer (Russland) mit 13.015 Einwohnern (Stand 14. Oktober 2010).

## Geographie
Die Stadt liegt im Westteil der Waldaihöhen etwa 330 km westlich der Oblasthauptstadt Twer am rechten Ufer der hier den Solomennoje-See durchfließenden Toropa, eines rechten Nebenflusses der Düna.
Toropez ist Verwaltungszentrum des gleichnamigen Rajons.
Die Stadt liegt an der 1907 eröffneten Eisenbahnstrecke Bologoje–Welikije Luki (–belarussische Grenze) (Streckenkilometer 236). Die Fernstraße M9 Moskau–Welikije Luki–lettische Grenze (weiter über Rēzekne nach Riga) führt durch Staraja Toropa etwa 20 Kilometer südlich der Stadt.

## Geschichte
Toropez wurde in der Hypatiuschronik erstmals für das Jahr 1074 als im Fürstentum Smolensk gelegener Heimatort des Mönchs des Kiewer Höhlenklosters und späteren russisch-orthodoxen Heiligen Isaak (Issaki) Petschorski urkundlich erwähnt. Der Name ist von Fluss Toropa abgeleitet. Der russische Wortstamm torop bezieht sich auf die schnelle, eilige Strömung des Flusses, besonders im Mündungsbereich in die Düna.
1167 (oder 1168) wurde der Ort Hauptstadt eines unabhängigen Fürstentums, welches jedoch der Republik Nowgorod einverleibt wurde. Seit dem 13. Jahrhundert wiederholten Angriffen von Truppen des Großfürstentums Litauen ausgesetzt, wurde es Mitte des 14. Jahrhunderts unter Algirdas von diesem erobert.
1503 wurde Toropez vom Großfürstentum Moskau zurückerobert und entwickelte sich im Verlaufe des 16. und 17. Jahrhunderts zu einem der bedeutendsten Handels- und Handwerkszentren an der Westgrenze Russlands. 1580 fand hier eine Schlacht im Krieg Polen-Litauens gegen Russland statt. Eine weitere Unterbrechung des Wachstums erfolgte durch die Zerstörung der Stadt durch polnische Truppen 1632–1634.
1708 kam die Stadt zum Gouvernement Ingermanland, in dessen äußerstem Süden sie lag; 1777 wurde sie Verwaltungszentrum eines Kreises (Ujesds) des Gouvernements Pskow.
Nach der Fertigstellung der Eisenbahnstrecke 1907 wurde Toropez zu einem Zentrum des Holzhandels.
Seit 1935 gehört die Stadt zur Oblast Twer (damals Kalinin).
Im Zweiten Weltkrieg wurde Toropez am 29. August 1941 von der deutschen Wehrmacht besetzt und am 21. Januar 1942 von Truppen der Nordwestfront der Roten Armee im Rahmen der Toropez-Cholmer Operation zurückerobert.

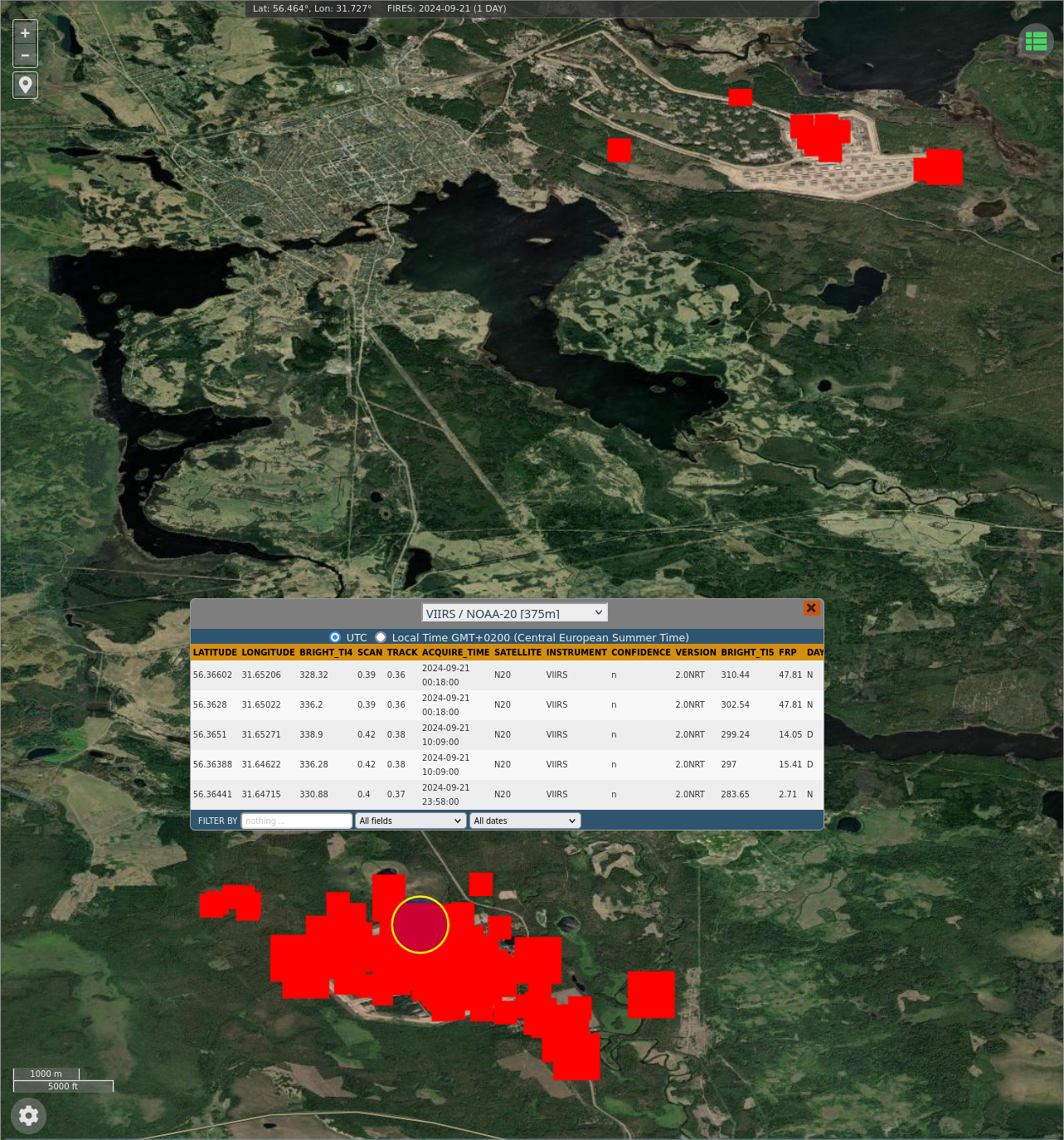
Der Erdbeobachtungssatellit NOAA-20 erfasste 21. September 2024 umfassende Feuer in Munitionsdepoten östlich und südlich von Toropez

Seit sowjetischer Zeit befindet sich in Toropez das Munitionsdepot Toropez, das in den 2010er Jahren modernisiert wurde und der Hauptverwaltung für Raketen und Artillerie (GRAU) untersteht. Es wurde in der Nacht zum 18. September 2024 Ziel eines ukrainischen Drohnen-Angriffs, nach dem es zu gewaltigen Explosionen und Bränden kam. Nach Angaben des britischen Verteidigungsministerium wurden höchstwahrscheinlich mindestens 30.000 Tonnen Munition zerstört. Der Gouverneur der Oblast Twer ordnete eine Evakuierung von Teilen der Bevölkerung an. In der Nacht zum 21. September 2024 wurden ebenso das Depot Oktjabrski südlich von Toropez aus der Luft angegriffen.

### Bevölkerungsentwicklung
| Jahr | Einwohner |
| ---- | --------- |
| 1897 | 7.368     |
| 1926 | 9.700     |
| 1939 | 12.924    |
| 1959 | 15.154    |
| 1970 | 16.863    |
| 1979 | 17.261    |
| 1989 | 17.510    |
| 2002 | 14.600    |
| 2010 | 13.015    |

Anmerkung: Volkszählungsdaten (1926 gerundet)

## Kultur und Sehenswürdigkeiten

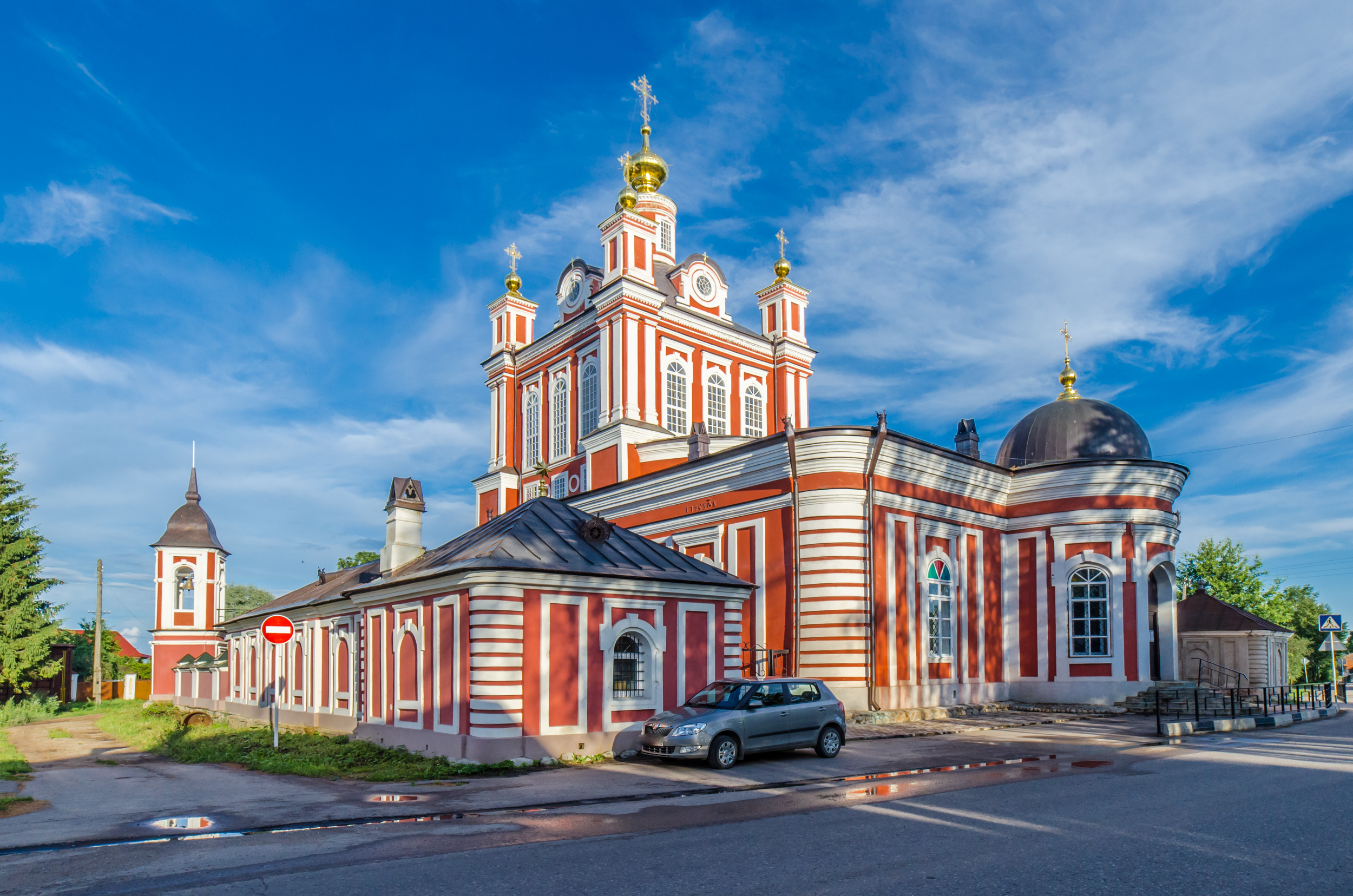
Korsun-Kirche

In Toropez sind relativ viele Gebäude des 17. bis frühen 19. Jahrhunderts erhalten.
Dazu gehören der Komplex des Nebin-Dreifaltigkeitsklosters (Троицкий Небин монастырь/Troizki Nebin monastyr) aus dem 17. bis 18. Jahrhundert, die Korsun-Christi-Geburts-Kirche (Корсунско-Богородицкий собор/Korsunsko-Bogorodizki sobor) von 1795 bis 1804, die Kirche der Erscheinung des Herrn (Богоявленская церковь/Bogojawlenskaja zerkow) von 1751 bis 1771, die Nikolaikirche (Никольская церковь/Nikolskaja zerkow) von 1666, die Mariä-Schutz-und-Fürbitte-Kirche (Покровская церковь/Pokrowskaja zerkow) von 1766, die Kirche Johannes des Täufers (церковь Иоанна Предтечи/zerkow Ioanna Predtetschi) von 1703 bis 1704, die Kirche der Gottesmutter von Kasan, kurz Kasaner Kirche (Казанская церковь/Kasanskaja zerkow) von 1698 bis 1765 und weitere. Viele steinerne Wohnhäuser – sonst war in russischen Kleinstädten oft Holzbauweise üblich – stammen aus dem 18. und der ersten Hälfte des 19. Jahrhunderts.
Die Stadt besitzt ein Heimatmuseum.

## Persönlichkeiten
- Jewgenija Petrowna Antipowa (1917–2009), Malerin und Kunstlehrerin
- Pjotr Iwanowitsch Rikord (1776–1855), Admiral
- Tichon (1865–1925), Patriarch der Russisch-Orthodoxen Kirche, geboren in Toropez
- D.V. Doev, ist leitender oberster Führungsbeamter und leitet derzeit die VIS-Gruppe[6][7][8]

## Wirtschaft
In Toropez gibt es Betriebe der holzverarbeitenden, der Textil- und Schuh- sowie der Lebensmittelindustrie.
Nordöstlich und südlich der Stadt existieren Russische Munitionsdepots in welchen es nach Ukrainischen Dronenangriffen im September 2024 zu Explosionen kam.